# Старокривотульська сільська рада
| Старокривотульська сільська рада — орган місцевого самоврядування у Тисменицькому районі Івано-Франківської області з адміністративним центром у с. Старі Кривотули. Водоймища на території, підпорядкованій даній раді: річка Опришина. Сільській раді підпорядковані населені пункти: - с. Старі Кривотули - с. Красилівка |

## Склад ради
Рада складається з 20 депутатів та голови.

### Керівний склад ради
| ПІБ                           | Основні відомості                                            | Дата обрання | Дата звільнення |
| ----------------------------- | ------------------------------------------------------------ | ------------ | --------------- |
| Назарук Володимир Миколайович | Сільський голова, 1961 року народження, освіта, безпартійний | 26.03.2006   | -               |

Примітка: таблиця складена за даними джерела